# Lijst van Nederlandse deelnemers aan de Paralympische Zomerspelen 1980
Deze lijst van Nederlandse deelnemers aan de Paralympische Zomerspelen 1980 in Arnhem en Veenendaal. geeft een overzicht van de sporters die zich hebben gekwalificeerd voor de Spelen.
| Paralympiër                  | Sport         | Onderdeel | Ervaring   |
| ---------------------------- | ------------- | --- | ---------- |
| A. E. Moedig                 | Atletiek      | 100 m Klasse 3 200 m Klasse 3 400 m Klasse 3 | Debutant   |
| Bert Bottemanne              | Atletiek      | Hoogspringen Klasse D Kogelstoten Klasse D Speerwerpen Klasse D Verspringen Klasse D                                                               | Debutant   |
| C. J. M. Slijkerman          | Atletiek      | Discuswerpen Klasse 1B 60 m Klasse 1B Kogelstoten Klasse 1B Slalom Klasse 1B                                                                       | 2de Spelen |
| D. Kuyvenhoven               | Atletiek      | Discuswerpen Klasse A Verspringen Klasse A | Debutant   |
| E. H. Roek                   | Atletiek      | 100 m Klasse 5 800 m Klasse 5 1500 m Klasse 5 Slalom Klasse 5                                                                                      | 3de Spelen |
| G. van Kerkvoorden           | Atletiek      | 400 m Klasse B Verspringen Klasse B | Debutant   |
| Gerrit Pomp                  | Atletiek      | 400 m Klasse 2 100 m Klasse 2 200 m Klasse 2 | 3de Spelen |
| H. Alberts                   | Atletiek      | Discuswerpen Klasse F Kogelstoten Klasse F Speerwerpen Klasse F                                                                                    | Debutant   |
| I. Brink                     | Atletiek      | 400 m Klasse A 60 m Klasse A | Debutant   |
| J. C. Smit                   | Atletiek      | Discuswerpen Klasse 1B 60 m Klasse 1B Kogelstoten Klasse 1B Slalom Klasse 1B                                                                       | Debutant   |
| J. E. A. Hekman              | Atletiek      | 400 m Klasse A Discuswerpen Klasse A 60 m Klasse A                                                                                                 | Debutant   |
| J. F. G. Weyers              | Atletiek      | 100 m Klasse 2 Discuswerpen Klasse 2 Kogelstoten Klasse 2 Speerwerpen Klasse 2 Vijfkamp Klasse 2                                                   | 3de Spelen |
| J. Goessens                  | Atletiek      | 200 m Klasse 2 400 m Klasse 2 | Debutant   |
| J. Levestone                 | Atletiek      | Discuswerpen Klasse 2 Speerwerpen Klasse 2 | 3de Spelen |
| J. Lodder                    | Atletiek      | 400 m Klasse 3 200 m Klasse 3 100 m Klasse 3 Slalom Klasse 3                                                                                       | Debutant   |
| J. M. C. Zagers              | Atletiek      | 400 m Klasse 2 100 m Klasse 2 200 m Klasse 2 Slalom Klasse 2                                                                                       | Debutant   |
| J. van den Belt              | Atletiek      | Discuswerpen Klasse 1B 60 m Klasse 1B Kogelstoten Klasse 1B Slalom Klasse 1B Vijfkamp Klasse 1B                                                    | Debutant   |
| J. W. Visser                 | Atletiek      | 400 m Klasse A 60 m Klasse A 1500 m Klasse A | Debutant   |
| Joke van Rijswijk            | Atletiek      | Discuswerpen Klasse A 60 m Klasse A Kogelstoten Klasse A Hoogspringen Klasse A                                                                     | Debutant   |
| Marianne Polderman-Kortekaas | Atletiek      | Discuswerpen Klasse A Kogelstoten Klasse A Hoogspringen Klasse A Speerwerpen Klasse A                                                              | 2de Spelen |
| N. C. O. Grootjes            | Atletiek      | 100 m Klasse B Hink-stap springen Klasse B Verspringen Klasse B                                                                                    | Debutant   |
| P. C. M. Antonissen          | Atletiek      | 80 m Klasse CP C 800 m Klasse CP C | Debutant   |
| R. van der Louw              | Atletiek      | 60 m Klasse A | Debutant   |
| S. J. van der Lijke          | Atletiek      | Discuswerpen Klasse D Kogelstoten Klasse D Speerwerpen Klasse D                                                                                    | Debutant   |
| Soedjeman Dipowidjojo        | Atletiek      | 60 m Klasse A Hink-stap springen Klasse A Hoogspringen Klasse A Verspringen Klasse A                                                               | Debutant   |
| T. A. van der Marel          | Atletiek      | Discuswerpen Klasse CP C Kogelstoten Klasse CP C Speerwerpen Klasse CP C                                                                           | Debutant   |
| T. G. Niehoff-Engelbertink   | Atletiek      | Discuswerpen Klasse D Kogelstoten Klasse D Speerwerpen Klasse D Verspringen Klasse D                                                               | 2de Spelen |
| R. Kriekaard                 | Boogschieten  | Korte metrische ronde dwarslaesie | Debutant   |
| J. Kanday                    | Boogschieten  | Korte metrische ronde dwarslaesie | Debutant   |
| M. Senders                   | Boogschieten  | Dubbele FITA Ronde beginners tetraplegie | 2de Spelen |
| Popke Popkema                | Boogschieten  | Dubbele FITA Ronde dwarslaesie | 4de Spelen |
| F. Ris                       | Boogschieten  | Uitgebreide Metrische ronde dwarslaesie | Debutant   |
| Jappie Walstra               | Boogschieten  | Dubbele FITA Ronde beginners dwarslaesie | Debutant   |
| H. van der Liefvoort         | Boogschieten  | Dubbele FITA Ronde beginners dwarslaesie | Debutant   |
| F. Staal                     | Boogschieten  | Dubbele FITA Ronde beginners dwarslaesie | Debutant   |
| L. van Inge                  | Gewichtheffen | Licht-Zwaarwegewicht tot 85 kg Amputatie | Debutant   |
| M. den Uyl                   | Schermen      | Degen Klasse beginners | Debutant   |
| M. Tichelaar                 | Schermen      | Degen Klasse beginners | Debutant   |
| Dick Munter                  | Schietsport   | Luchtpistool Klasse Amputatie | Debutant   |
| F. Cirkel                    | Schietsport   | Luchtgeweer geknield Klasse 2-5 | Debutant   |
| G. Tuinier                   | Schietsport   | Luchtgeweer geknield Klasse 2-5 | 4de Spelen |
| H. Duyn                      | Schietsport   | Luchtpistool Klasse Amputatie | Debutant   |
| H. Winters                   | Schietsport   | Luchtgeweer geknield Klasse 2-5 | Debutant   |
| J. Beckman                   | Schietsport   | Luchtgeweer liggend Klasse 2-5 | Debutant   |
| J. Terpstra                  | Schietsport   | Luchtpistool Klasse Amputatie | Debutant   |
| Jan van de Wetering          | Schietsport   | Luchtgeweer 3 posities Klasse 2-5 Luchtgeweer geknield Klasse 2-5 Luchtgeweer Liggend Klasse 2-5 Luchtgeweer staand Klasse 2-5                     | Debutant   |
| P. Hommerson                 | Schietsport   | Luchtgeweer liggend Klasse 1A-1C | Debutant   |
| Ton de Haas                  | Schietsport   | Luchtgeweer 3 posities Klasse 2-5 Luchtgeweer geknield Klasse 2-5 Luchtgeweer Liggend Klasse 2-5 Luchtgeweer staand Klasse 2-5                     | Debutant   |
| A. van den Leur              | Tafeltennis   | Klasse 4 | Debutant   |
| C. Hill                      | Tafeltennis   | Klasse C | 2de Spelen |
| E. Baas                      | Tafeltennis   | Klasse C | Debutant   |
| E. Broos                     | Tafeltennis   | Klasse 1C | 2de Spelen |
| G. Becker                    | Tafeltennis   | Klasse 4 | 2de Spelen |
| G. Uyt de Boogaardt          | Tafeltennis   | Klasse 4 | 3de Spelen |
| H. Kamps                     | Tafeltennis   | Klasse 1B | 2de Spelen |
| Irene Schmidt                | Tafeltennis   | Klasse 4 | 3de Spelen |
| J. Berings                   | Tafeltennis   | Klasse J | Debutant   |
| J. Verstraelen               | Tafeltennis   | Klasse 3 | 2de Spelen |
| N. van Doren                 | Tafeltennis   | Klasse D | Debutant   |
| P. Stienen                   | Tafeltennis   | Klasse 2 | Debutant   |
| P. Suijkerbuijk              | Tafeltennis   | Klasse 1C | 2de Spelen |
| R. Brand                     | Tafeltennis   | Klasse 3 | Debutant   |
| T. Suters                    | Tafeltennis   | Klasse J | Debutant   |
| Th. van Kessel               | Tafeltennis   | Klasse D | 2de Spelen |
| V. Hertog                    | Tafeltennis   | Klasse D | 2de Spelen |
| A. van Gils                  | Zwemmen       | 50 m Vlinderslag Klasse 5 100 m Rugslag Klasse 5 100 m Vrije Slag Klasse 5 4x50 m Individuele Wisselslag Klasse 5                                  | Debutant   |
| B. Koopman                   | Zwemmen       | 100 m Rugslag Klasse E 100 m Vrije Slag Klasse E                                                                                                   | Debutant   |
| C de Groen                   | Zwemmen       | 100 m Rugslag Klasse CP-D 100 m Vrije Slag Klasse CP-D                                                                                             | Debutant   |
| C. Salden                    | Zwemmen       | 100 m Rugslag KLasse 4 100 m Schoolslag Klasse 4 100 m Vrije Slag Klasse 4                                                                         | Debutant   |
| C. Schuivens                 | Zwemmen       | 50 m Vrije Slag Klasse CP C 50 m Rugslag Klasse CP C 50 m Schoolslag Klasse CP C                                                                   | Debutant   |
| Ellen de Lange               | Zwemmen       | 50 m Vrije Slag Klasse 3 50 m Rugslag Klasse 3 50 m Schoolslag Klasse 3                                                                            | Debutant   |
| Frits Hildebrandt            | Zwemmen       | 50 m Rugslag Klasse J 50 m Vrije Slag Klasse J | 2de Spelen |
| Gerard van Vliet             | Zwemmen       | 100 m Rugslag Klasse C-D 100 m Vrije Slag Klasse C-D 100 m Vlinderslag Klasse D 100 m Schoolslag Klasse C-D 4x50 m Individuele Wisselslag Klasse D | 2de Spelen |
| Gerrie de Hoop               | Zwemmen       | 50 m Schoolslag Klasse J 50 m Vrije Slag Klasse J                                                                                                  | Debutant   |
| Gert Jan van der Linden      | Zwemmen       | 100 m Rugslag Klasse C1-D1 100 m Vrije Slag Klasse C1-D1                                                                                           | Debutant   |
| H. G. Heynen                 | Zwemmen       | 100 m Rugslag Klasse 5 50 m Vlinderslag Klasse 5 100 m Vrije Slag Klasse 5                                                                         | 2de Spelen |
| H. J. M. Legebeke            | Zwemmen       | 100 m Vlinderslag Klasse 6 100 m Rugslag Klasse 6 100 m Schoolslag Klasse 6 100 m Vrije Slag Klasse 6 4x50 m Individuele Wisselslag Klasse 6       | 2de Spelen |
| H. Ruel-Engelman             | Zwemmen       | 100 m Rugslag Klasse 6 100 m Vrije Slag Klasse 6                                                                                                   | Debutant   |
| H. Vrieling                  | Zwemmen       | 25 m Vlinderslag Klasse 4 100 m Schoolslag Klasse 4 100 m Vrije Slag Klasse 4 4x50 m Individuele Wisselslag Klasse 4                               | Debutant   |
| Ineke Hageraats              | Zwemmen       | 100 m Rugslag Klasse CP-D 100 m Schoolslag Klasse CP-D 100 m Vrije Slag Klasse CP-D                                                                | Debutant   |
| J van Dalen                  | Zwemmen       | 100 m Rugslag Klasse CP-D 100 m Schoolslag Klasse CP-D 100 m Vrije Slag Klasse CP-D                                                                | Debutant   |
| Jan Oosterbroek              | Zwemmen       | 25 m Vlinderslag Klasse 4 100 m Schoolslag Klasse 4 4x50 m Individuele Wisselslag Klasse 4                                                         | 2de Spelen |
| J. T. M. Bakx                | Zwemmen       | 100 m Rugslag Klasse C1-D1 100 m Vrije Slag Klasse C1-D1 3x50 m Individuele Wisselslag Klasse D1                                                   | 2de Spelen |
| J. van der Woud              | Zwemmen       | 100 m Rugslag Klasse 4 100 m Schoolslag Klasse 4 100 m Vrije Slag Klasse 4                                                                         | Debutant   |
| J. von der Voort             | Zwemmen       | 50 m Vrije Slag Klasse CP C 50 m Rugslag Klasse CP C 50 m Schoolslag Klasse CP C                                                                   | Debutant   |
| J. Westerlaan                | Zwemmen       | 50 m Vrije Slag Klasse 3 25 m Vlinderslag Klasse 3 50 m Schoolslag Klasse 3                                                                        | Debutant   |
| Johan Zegers                 | Zwemmen       | 50 m Vrije Slag Klasse J 50 m Rugslag Klasse J 50 m Schoolslag Klasse J                                                                            | Debutant   |
| Jolande van de Zaag          | Zwemmen       | 50 m Vrije Slag Klasse J 50 m Rugslag Klasse J 50 m Schoolslag Klasse J                                                                            | Debutant   |
| L. Mol                       | Zwemmen       | 50 m Vrije Slag Klasse 3 50 m Schoolslag Klasse 3                                                                                                  | 2de Spelen |
| M. Huyben                    | Zwemmen       | 100 m Rugslag Klasse A 100 m Vrije Slag Klasse A 100 m Schoolslag Klasse A                                                                         | Debutant   |
| M. Kers                      | Zwemmen       | 100 m Rugslag Klasse E 100 m Schoolslag Klasse E 100 m Vrije Slag Klasse E 4x50 m Individuele Wisselslag Klasse E                                  | 2de Spelen |
| M. van der Meer              | Zwemmen       | 50 m Vrije Slag Klasse CP-C 50 m Rugslag Klasse CP-C 50 m Schoolslag Klasse CP-C                                                                   | Debutant   |
| Mirjam Sanders               | Zwemmen       | 100 m Rugslag Klasse C1-D1 100 m Vrije Slag Klasse C1-D1 100 m Schoolslag Klasse C1 3x50 m Individuele Wisselslag Klasse C1                        | Debutant   |
| R. Vredeveld                 | Zwemmen       | 100 m Rugslag Klasse 4 100 m Vrije Slag Klasse 4                                                                                                   | Debutant   |
| Silvia Cornelissen           | Zwemmen       | 100 m Rugslag Klasse E 100 m Vlinderslag Klasse E 100 m Vrije Slag Klasse E 4x50 m Individuele Wisselslag Klasse E                                 | Debutant   |
| V. Rotgans-Schippers         | Zwemmen       | 100 m Vrije Slag Klasse C-D 100 m Schoolslag Klasse D 4x50 m Individuele Wisselslag Klasse D                                                       | Debutant   |
| W. Poortvliet                | Zwemmen       | 100 m Rugslag Klasse CP-D 100 m Vrije Slag Klasse CP-D                                                                                             | Debutant   |
| W. Stroet                    | Zwemmen       | 50 m Vrije Slag Klasse 3 50 m Rugslag Klasse 3 25 m Vlinderslag Klasse 3 4x25 m Individuele Wisselslag Klasse E                                    | Debutant   |
| Willem van Laar              | Zwemmen       | 100 m Rugslag Klasse C1-D1 100 m Vrije Slag Klasse C1-D1 3x50 m Individuele Wisselslag Klasse C1                                                   | Debutant   |

## Opmerkingen
- De namen van de Goalball heren van 1980 zijn niet bekend.
- De namen van de Volleybal heren van 1980 zijn hieronder toegevoegd.
- De namen van de Rolstoelbasketball mannen van 1980 zijn hieronder toegevoegd.

Nederlands zitvolleybalteam Arnhem Paralympics 04-07-1980:
Johan Reekers, Johny Hilgerholt, Herman Berenschot, Jaap Geertsema,
Henny Schulenberg, Matje Eggen, Gerard Kroon, Stef de Wit, Ari 't Hart, 
Hubert Stegen, Henk Dost, Pierre Smeets, Wim Bleyenberg, Sjef van Drongelen.
Nederlands rolstoelbasketballteam mannen tijdens de Olympische Spelen voor gehandicapten van Arnhem 1980:
Frits Streyl, Frits Wiegman, Jan Dijs, Rinus van der Schoot, Harrie Venema, Henk Makkenze, Peter van Velzen, Huib Koekoek, Ad Leyten, Piet van Leeuwen, Leo van Eijck en Tom Heijman. Coach: Rob Verheuvel.